# 2016 FT59
2016 FT59 est un objet de la ceinture de Kuiper.

## Caractéristiques
2016 FT59 mesure environ 226 kilomètres de diamètre.